# NGC 7424
NGC 7424 è una galassia a spirale intermedia a 35,7 milioni di anni luce dal sistema solare, visibile nella costellazione della Gru.

## Osservazione
La sua posizione è fortemente australe e ciò comporta che la galassia sia osservabile prevalentemente dall'emisfero sud, dove si presenta circumpolare anche da gran parte delle regioni temperate; dall'emisfero nord la sua visibilità è invece limitata alle regioni temperate inferiori e alla fascia tropicale.
Il periodo migliore per la sua osservazione nel cielo serale ricade nei mesi compresi fra fine agosto e dicembre; mentre nell'emisfero sud può essere osservata in particolare durante i mesi dell'autunno boreale.
Prossima all'undicesima magnitudine, è necessario disporre di un telescopio per poterla osservare, che, se non è abbastanza potente, permette di scorgere solo il nucleo centrale. Questo e il disco si distinguono nettamente per colore, ma non presentano un forte contrasto nella luminosità. La vista della galassia dalla Terra avviene quasi ortogonalmente al suo disco; appare dunque in tutta la sua magnificenza ed è classificata tra le galassie di grand design. Ha una dimensione apparente di 9,5 × 8,1 arcmin.

## Caratteristiche
NGC 7424 presenta una configurazione intermedia tra una galassia a spirale (SA) e una galassia a spirale barrata (SB). Il nucleo centrale non risalta per luminosità rispetto al disco galattico. Il colore rossiccio della barra centrale indica che si compone di una popolazione stellare piuttosto vecchia e povera di metalli; viceversa, i bracci galattici hanno una popolazione stellare più giovane, cui sono associate numerose regioni H II, che risaltano per il loro colore bianco-azzurro. Quelle più estese raggiungono anche dimensioni di 400 anni luce. La galassia a sua volta ha una dimensione complessiva di circa 110.000 anni luce, confrontabile dunque con quella della Via Lattea. È infine possibile distinguere una decina di ammassi stellari.
NGC 7424 è stata elencata tra i membri del Gruppo di galassie IC 1459, tuttavia sembrerebbe che sia un oggetto di campo, senza risultare gravitazionalmente legata al Gruppo.

## La supernova 2001ig

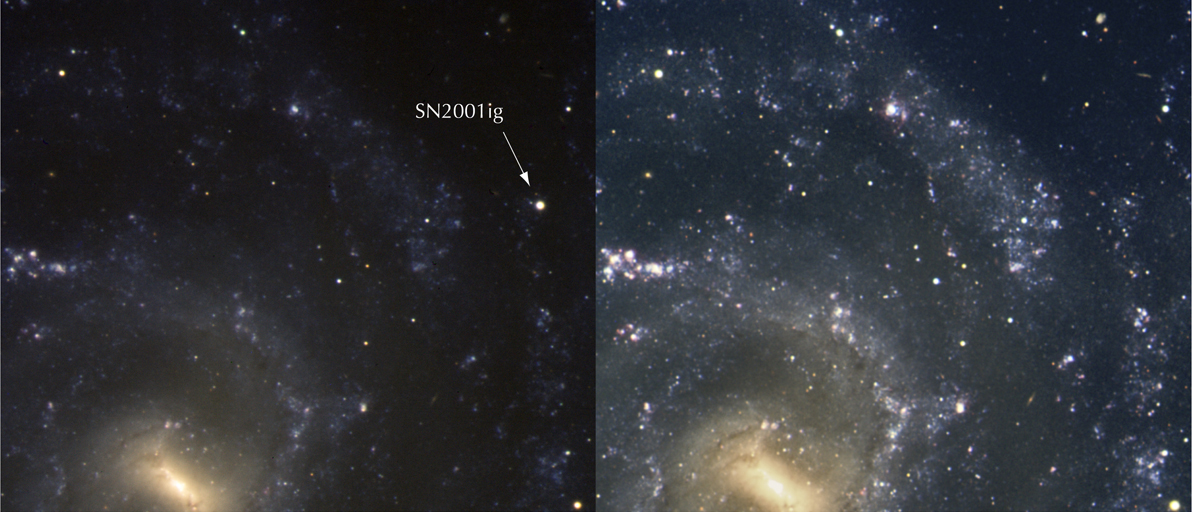
La supernova SN2001ig nella galassia NGC 7424. Fonte: ESO.

La notte del 10 dicembre 2001, l'astronomo amatoriale australiano Robert Evans, utilizzando un telescopio rifrattore di 0,31 metri di diametro, scoprì una supernova, denominata SN 2001ig, sul bordo esterno della galassia NGC 7424. La supernova mostrò inizialmente le linee spettrali dell'idrogeno tipiche delle supernova di tipo II, che furono successivamente rimpiazzate da quelle dell'ossigeno, del calcio e del magnesio, caratteristiche delle supernovae di tipo Ib e Ic. Fu così chiaro che SN 2001ig fosse una supernova del raro tipo IIb. La supernova raggiunse una magnitudine apparente massima pari a 12,3.

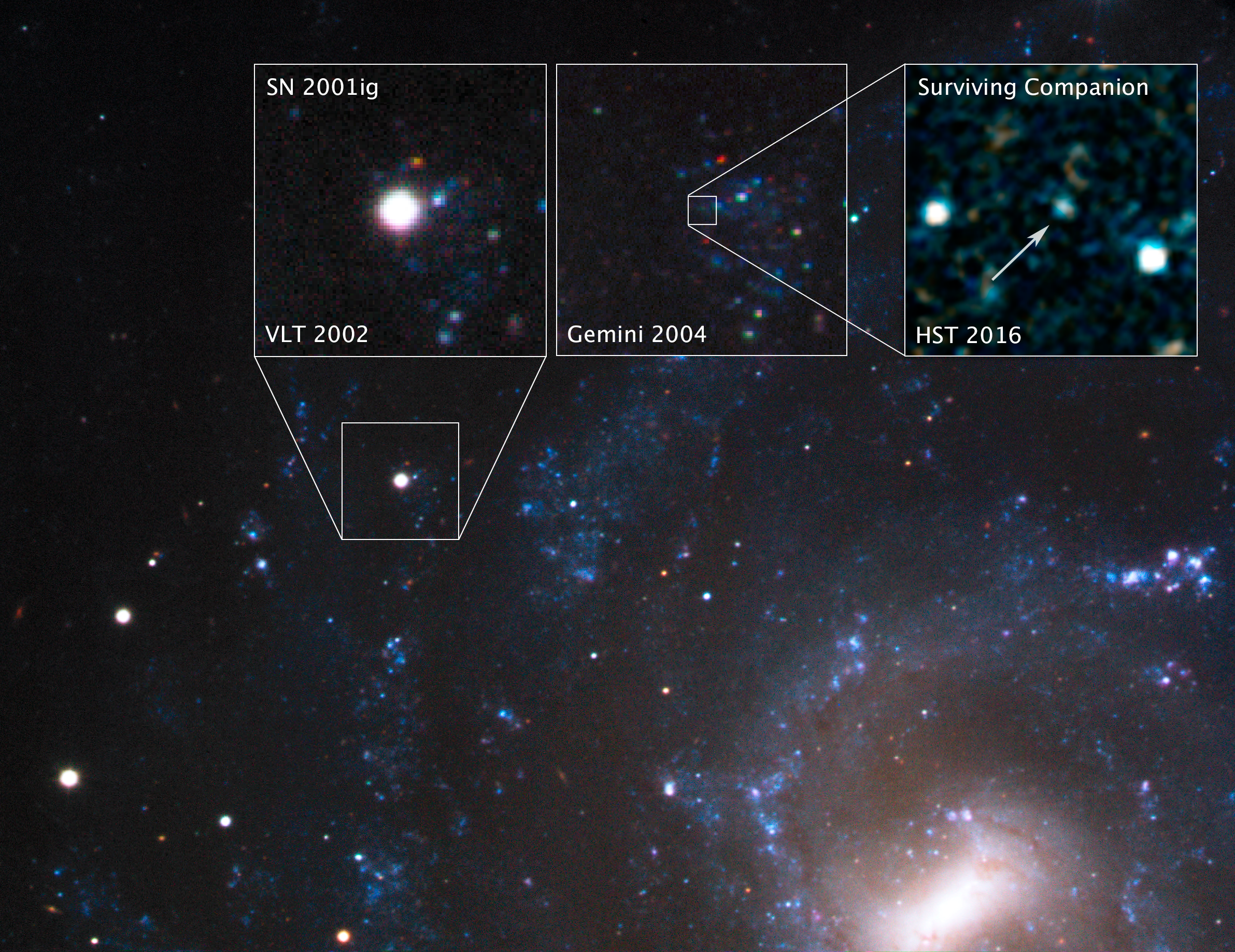
Immagini del Telescopio spaziale Hubble che documentano la sopravvivenza dell'oggetto compagno della stella che ha originato la SN 2001ig,

Il 28 marzo 2002, l'astrofisico Stuart Ryder e alcuni colleghi dell'Università di Cambridge individuarono ciò che credettero essere la compagna dell'oggetto che aveva originato la supernova 2001 ig. In particolare, si tratterebbe di una stella massiccia di classe O oppure B che percorrerebbe un'orbita con elevata eccentricità attorno alla progenitrice, una stella di Wolf-Rayet. Loro ritengono che la compagna strappi periodicamente il guscio esterno ricco di idrogeno dalla progenitrice, giustificando le osservazioni.